# ビル・シェーファー (小惑星)
ビル・シェーファー (5630 Billschaefer) は、小惑星帯にある小惑星。ジャック・チャイルドがパロマー天文台で発見した。
アメリカ合衆国のアマチュア天文家で望遠鏡製作者のウィリアム・シェーファーに因んで名付けられた。